# Prunella laciniata
Morenilla real   ( Prunella laciniata)  es una especie de plantas de la familia de las lamiáceas. Es originario de Europa, desde la región del Mediterráneo hasta Irán.

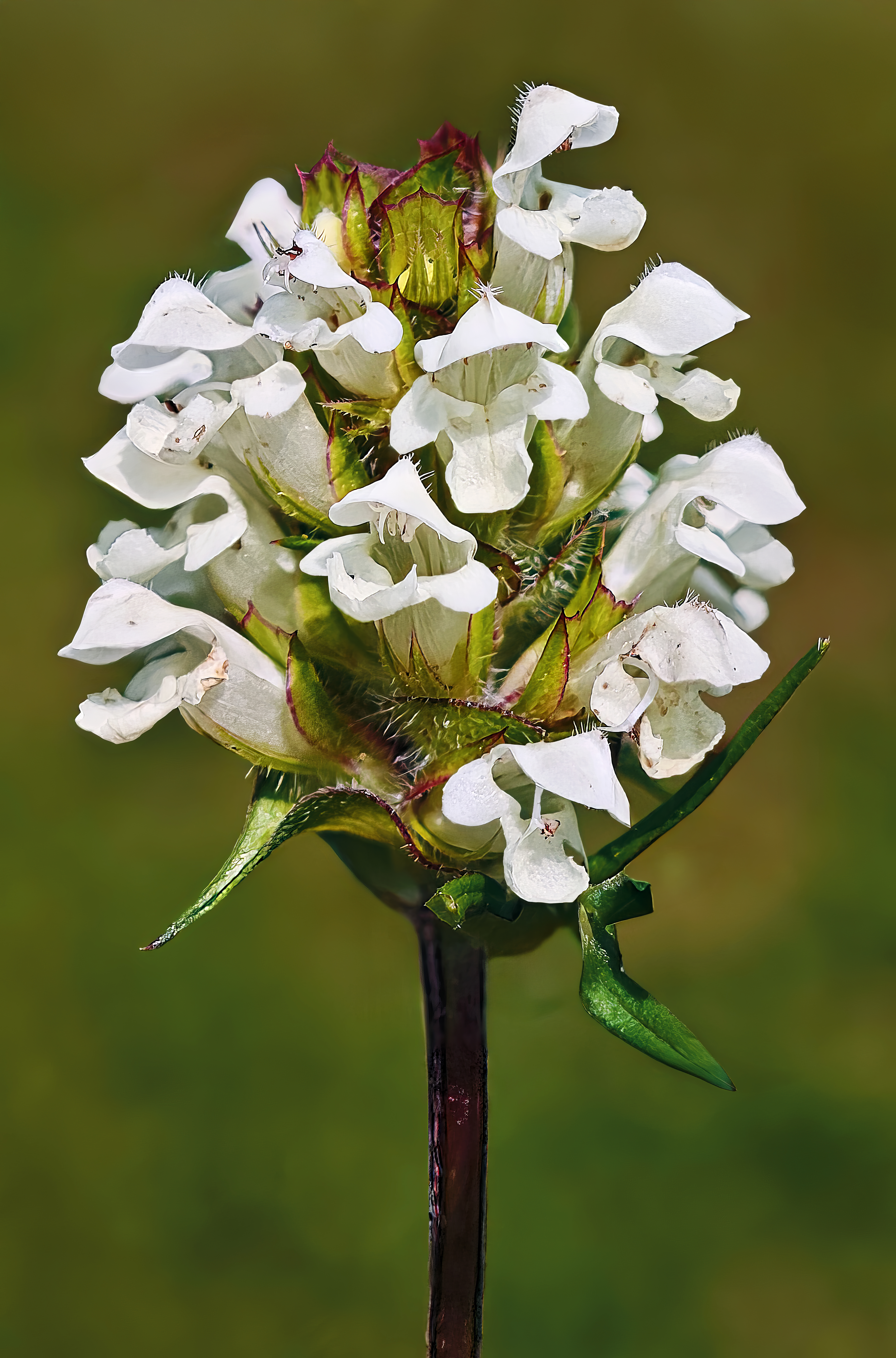
Inflorescencia

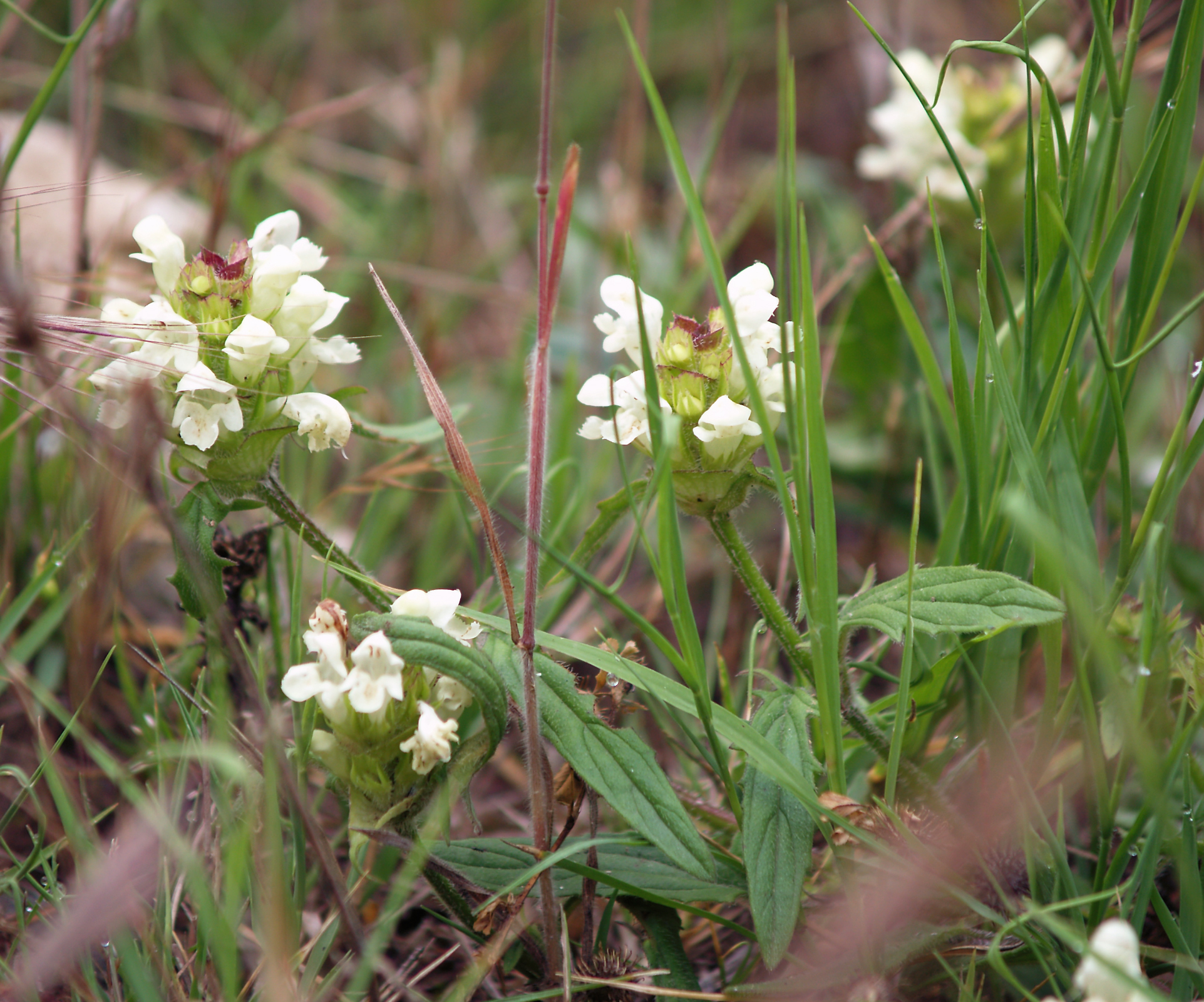
Vista de la planta

## Descripción
Planta vivaz de 10 a 30 cm de alta, herbácea,  vellosa, con pelos erizados y tallos erguidos. Tallo normalmente ascendente, densamente pubescente, simple. Las hojas basales son elípticas y las superiores están profundamente lobuladas. Inflorescencias en racimos cortos y densos. Verticilo de 6 flores, en espigas densas, terminales, de hasta 4 cm de largo. Cáliz con 5-10 nervios, velloso-erizado, con el labio superior tridentado y el inferior bilobulado. Corola bilabiada, con el labio superior en capuchón y el inferior con 2 lóbulos laterales, de color amarillento. 4 estambres fértiles. Florece desde finales de la primavera y buena parte del verano

## Hábitat
Prados secos y claros de bosque.

## Distribución
Mediterráneo,   Europa central, meridional y occidental.

## Taxonomía
Prunella laciniata fue descrita por Carlos Linneo y publicado en Species Plantarum, Editio Secunda 2: 837. 1763.
Etimología
Prunella: nombre genérico que deriva de una palabra alemana para "anginas", una enfermedad que esta planta se utiliza para tratar.
laciniata: epíteto latíno que significa "profundamente cortadas"
Citología
Número de cromosomas de Prunella laciniata  (Fam. Labiatae) y taxones infraespecíficos: 2n=30.
Sinonimia
- Prunella vulgaris var. laciniata  L., Sp. Pl.: 600 (1763).
- Prunella sulphurea Mill., Gard. Dict. ed. 8: 5 (1768).
- Prunella alba Pall. ex M.Bieb., Fl. Taur.-Caucas. 2: 67 (1808), nom. illeg.
- Prunella alba var. integrifolia Godr., Fl. Lorraine 2: 211 (1843).
- Prunella alba var. pinnatifida (Coss. & Germ.) Gren. & Godr., Fl. France 2: 704 (1853).
- Prunella integerrima Beck, Ann. K. K. Naturhist. Hofmus. 2: 146 (1887).
- Prunella afriquena Pau & Font Quer, Iter Marocc. 1927: 539 (1928).[6]

## Nombre común
- Castellano: brunela, brunela de hojas divididas, hierba de las heridas, morenilla real, yerba doncella.[4]